# Louargou
Louargou est une commune située dans le département de Diapangou de la province du Gourma dans la région de l'Est au Burkina Faso.

## Géographie
Louargou est situé à 9 km au Sud de Diapangou, le chef-lieu du département.

## Santé et éducation
Louargou accueille un centre de santé et de promotion sociale (CSPS).